# Берутарубе
Берутарубе (на руски: Берутарубе; на японски: ベルタルベ山) (Берутарубесан, Беритарабенобори, Беритариби, Перутарубе) е сложен стратовулкан с няколко кратера на върха, разположен в крайната югозападна част на остров Итуруп, принадлежащ към веригата на Южните Курилски острови, Сахалинска област на Русия. Островът се намира на 230 км от Хокайдо и е обект на териториален спор между Русия и Япония. В съответствие с Конституцията на Руската федерация, островът е част от територията на Русия, а според административно-териториалното деление на Япония той е част от окръг Немуро, префектура Хокайдо в Япония.

## Описание
Вулканът има формата на масивен, полегат конус с диаметър в основата 10 – 11 км. В горната част е модифицирана силно разрушена калдера с диаметър 2 – 2,5 км. Ръбът ѝ е добре оформен само в югоизточната част, където е разположена и най-високата точка на вулканичната структура. Височината ѝ е 1220 м., но по данни на Global Volcanism Program към Смитсоновия институт тази височина е 1221 м, а според Камчатската група за реагиране на вулканични изригвания (KVERT), тя е 1222 м. Кратерът на върха е плосък и има диаметър 1,2 км. Втори взривен кратер е разположен от външната страна на калдерата. От дъното му се издига малък, пирокластичен, силно разрушен холоценски лавов купол с основен диаметър около 1 км.
Вулканът е изграден от андезит-базалти, базалт и дацит. Максималната температура на изхвърляните пари и газове е 96,6 °C, а на термалните води – 80 °C. Химичният състав на водите ги определя като ултракисели (рН 1,5), минерализирани, хлоридно-сулфатни, със сложен катионен състав.
Берутарубе е разположен върху пресичащите се стени на U-образни долини и циркуси, прерязвящи разрушения ръб на кратера. Склоновете му, особено в горната си част, са дълбоко разчленени от широки ледникови долини, а в североизточна посока ниска седловина го отделя от фланговете на калдерата Лвиная паст (Лъвска паст). На места добре могат да се забележат очертанията на долините, които са вложени една в друга и образувани последователно през първия и втория ледников период. В периода между двете заледявания продължаващата вулканична дейност отчасти изравнява коритата на долините от първото заледяване. Второто заледяване просича нови корита, но само в самия връх на конуса.

## Активност
По преценка на вулканолозите, Берутарубе е престанал да изригва само преди няколкостотин до най-много 1000 години. Не са известни документирани исторически изригвания, въпреки че понастоящем фумаролните области по стените на кратера на върха са активни и отлагат сяра.
- 1812 – Непотвърдено изригване през септември с вулканичен експлозивен индекс 1. Според предположенията тогава се е издигнал и малкият централен екструзивен конус, който е станал източник на два къси лавови потока. По-късно е променен хидротермално – от течащи горещи води.[1][6][8]
- 2019 – Днес се отчита силна фумаролна и термална активност по западния склон и на дъното на калдерата.[2][8] В големи уширения, врязани в стените на вътрешния кратер, действат мощни солфатари, отлагащи самородна сяра.[5]

## Потенциална опасност
Потенциална опасност за населението представляват облаците от вулканична пепел, изливите на гореща лава и лахарите, които са свързани с изригването на вулкана. Опасността се отнася и за международни и местни авиокомпании, чиито летателни средства преминават в района на Курилските острови, тъй като височината на пепелните емисии могат да достигнат до 10 км и да се разпростат на стотици километри в различни посоки.